# Club Social y Deportivo Flandria
Club Social y Deportivo Flandria is een Argentijnse voetbalclub uit de gemeente Jáuregui, in de provincie Buenos Aires. Ze spelen momenteel in Nacional B, wat te vergelijken is met de Belgische 1B (tweede) klasse.
Flandria werd in 1941 opgericht door textielarbeiders, de club werd vernoemd naar de textielfabriek Algodonera Flandria (Katoen Vlaanderen) dat werd opgericht door de Belg Julio Steverlinck. In 1947 werd de club erkend door de Argentijnse voetbalbond (AFA) en in 1952 mochten ze aantreden in de lagere reeksen van het Argentijnse voetbal door het Tercera de Ascenso-toernooi te winnen.

## Bekende (ex-)spelers
- Emmanuel Culio
- Juan Ignacio Mercier

## Erelijst
- Tercera de Ascenso: 1

1952
- Primera División C: 1

Clausura 1998